# Siarhiej Bohusz
Siarhiej Bohusz (biał. Сяргей Богуш; ur. 9 czerwca 1991) – białoruski wioślarz.

## Osiągnięcia
- Mistrzostwa Europy – Brześć 2009 – dwójka podwójna wagi lekkiej – 9. miejsce[1].